# Moritz Mayer-Mahr

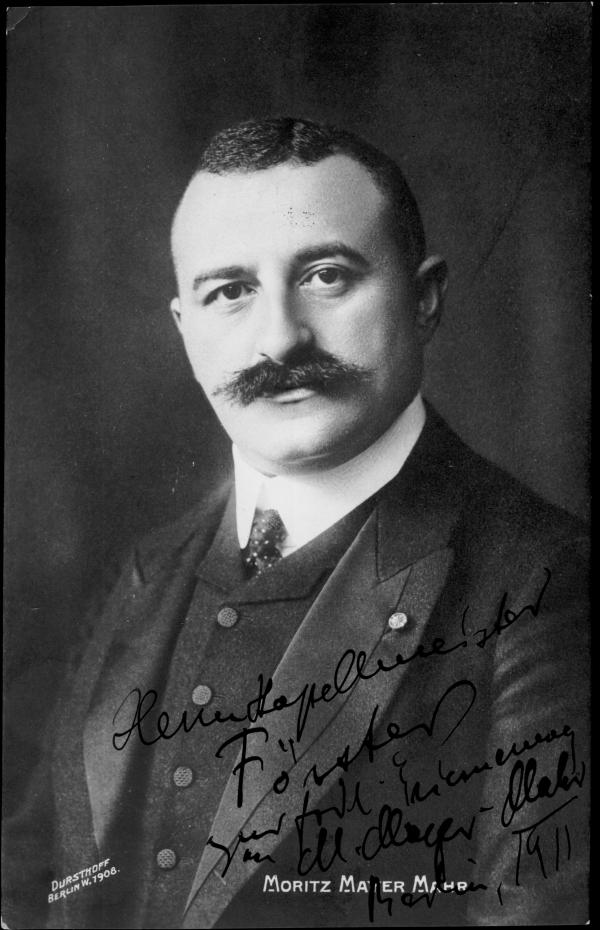
Moritz Mayer-Mahr

Moritz Mayer-Mahr (* 17. Januar 1869 in Mannheim, Großherzogtum Baden; † 30. Juli 1947 in Göteborg) war ein deutscher Pianist und Musikpädagoge.

## Leben
Mayer-Mahr war das jüngste von fünf Kindern des Kaufmanns Michael Mayer-Mahr und seiner Frau Clara geb. Reis(s). Schon als Schüler erhielt er Klavierunterricht. 1886–1890 studierte er an der Berliner Hochschule für Musik Komposition bei Woldemar Bargiel und Klavier bei Ernst Rudorff.
Mayer-Mahr unternahm Konzertreisen und trat als Solist auf, im Duo mit Willy Burmester und im Trio mit dem Cellisten Heinrich Grünfeld und dem Geiger Bernhard Dessau, dem nach dessen Tod 1923 Alfred Wittenberg nachfolgte. Er bewunderte Ferruccio Busoni, den er persönlich kannte. 1910–1930 nahm er eine Reihe von Stücken von Franz Liszt, Frédéric Chopin und anderen auf. Seine späten Aufnahmen wurden allerdings skeptisch beurteilt.
Ab 1892 lehrte Mayer-Mahr am Berliner Klindworth-Scharwenka-Konservatorium. Zu seinen Schülern zählten insbesondere Manfred Gurlitt, Georg Bertram, Jascha Spiwakowski, Henry Jolles, Lotar Olias, Erwin Bodky, Bronisław Kaper und Róża Etkin. In seinen Klavierschulen Der musikalische Klavierunterricht und Die Technik des Klavierspiels, von den ersten Anfangen bis zur Meisterschaft ging es ihm um die pianistischen Techniken und auch um Form und Stil. Er gab große Teile des Klavierwerkes von Johannes Brahms und Etüden von Carl Czerny heraus. Sie zeichnen sich durch genaueste Fingersatzbezeichnungen aus. 
Ab 1907 war Mayer-Mahr einer der Preisrichter des Ibach-Wettbewerbs für Nachwuchskünstler am Stern’schen Konservatorium. Er gründete die Mayer-Mahr-Stiftung zur Unterstützung seiner Schüler, in die er die ihm zu seinem 60. Geburtstag überreichte namhafte Spende einbrachte.
Nach der Machtergreifung Hitlers verlor Mayer-Mahr 1933 wegen seiner jüdischen Herkunft seinen Sitz im Senat der Akademie der Künste in Berlin. 1935 wurde er aus der Reichsmusikkammer ausgeschlossen. 1936 trat endgültig ein Berufsverbot in Kraft. Jedoch durfte er noch Ausländer und Mitglieder des Kulturbundes Deutscher Juden unterrichten. 1937 schied er aus dem Klindworth-Scharwenka-Konservatorium aus. 1937 trat er in einer Veranstaltung des Kulturbundes Deutscher Juden mit dem Cellisten Leo Rostal des dortigen Orchesters und dem Konzertmeister Wladislaw Waghalter auf und noch einmal 1938 für die Jüdische Winterhilfe. 1938 unterrichtete er die spanische Konservatoriumsschülerin Ursula Reig kostenlos, was ihm eine Klage der Ortsmusikerschaft wegen des Verstoßes gegen das Berufsverbot einbrachte. Das Verfahren führte zunächst zu Geldstrafen, wurde aber schließlich eingestellt.
1940 erlangte Mayer-Mahr für sich und seine zweite Frau Paula geb. Sternberg die Ausreise-Genehmigung. Sie fuhren zunächst nach Norwegen, lebten kurz in Vestre Aker und flüchteten vor der Besetzung Norwegens weiter nach Schweden, wo er wieder unterrichtete.
In erster Ehe war Mayer-Mahr mit Mathilde Ullstein (1871–1933) verheiratet, der Tochter von Leopold Ullstein, dem Gründer des gleichnamigen Verlagshauses. Ihrem gemeinsamen Sohn Dr. Robert Mayer-Mahr (* 16. Mai 1904, Berlin) gelang die Flucht nicht, er wurde im September 1942 aus dem Sammellager Drancy ins KZ Auschwitz deportiert und gilt seitdem als verschollen.
In Schweden erschien 1943 Mayer-Mahrs Kåserier kring pianot und 1947 Ernste und heitere Erlebnisse rund um das Klavier.